# Pfarrkirche Pachfurth

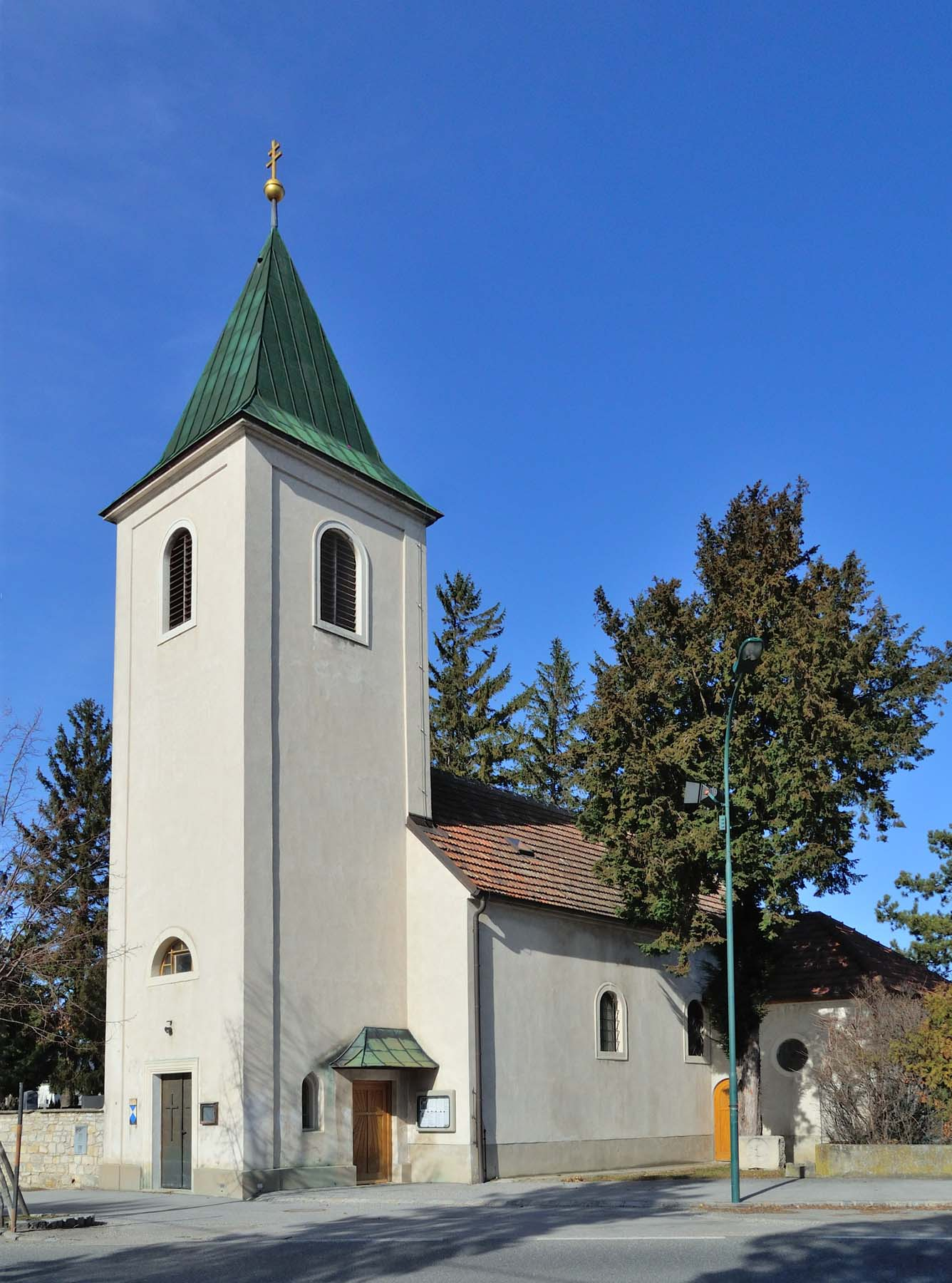
Katholische Pfarrkirche Hll. Rochus und Rosalia in Pachfurth

Die Pfarrkirche Pachfurth steht an einer platzartigen Erweiterung der Hauptstraße im Norden des Ortes Pachfurth in der Marktgemeinde Rohrau im Bezirk Bruck an der Leitha in Niederösterreich. Die dem Patrozinium der Heiligen Rochus und Rosalia unterstellte römisch-katholische Pfarrkirche gehört zum Dekanat Bruck an der Leitha im Vikariat Unter dem Wienerwald der Erzdiözese Wien. Die Kirche steht unter Denkmalschutz (Listeneintrag).

## Geschichte
Von 1720 bis 1722 wurde eine zu Rohrau gehörende Kapelle erbaut und 1785 zu einer josephinischen Lokalkaplanei erhoben und baulich erweitert. 1891 erfolgte die Erhebung zur Pfarre.
1894 wurde am Chor eine Sakristei angebaut. 1899 wurde die Kirche renoviert. 1928 wurde der Turm erhöht und an der Südostseite wurde eine Kapelle angebaut. 1979 erfolgte eine Restaurierung.

## Architektur
Die nach Nordosten ausgerichtete schlichte Saalraumkirche hat einen polygonalen Schluss und einen vorgestellten Südwestturm.
Das Kirchenäußere zeigt Rundbogenfenster mit profilierten Steingewänden. Nordseitig ist das Dach abgewalmt. Der Turm mit Ecklisenen hat rundbogige Schallfenster und trägt ein Pyramidendach. Die angebaute Kapelle unter einem Walmdach hat Rundfenster. Die am Chor angebaute Sakristei ist zweigeschoßig. An der nordwestlichen Kirchenwand steht ein Kriegerdenkmal.
Das Kircheninnere zeigt ein Langhaus unter einer Flachdecke über Pilastern, die Kapelle zeigt eine neoromantische volkstümliche Kassettendecke mit figuralen Darstellungen. Im Turmerdgeschoß befindet sich der Vorraum, das Schulterportal von 1785 zum Langhaus hat aufgedoppelte Türblätter und eine Schlagleiste mit Nabelscheibendekor. Die Glasmalerei ist aus den Jahren 1907 und 1953. Der Grundstein nennt Graf Carl Frantz von Harrach 1720.

## Ausstattung
Der neoromanische Altar aus 1856 zeigt das Altarbild Hll. Rochus, Sebastian und Rosalia gemalt von Karl Josef Geiger und trägt die seitlichen Statuen Peter und Paul. Es gibt zwei barocke Statuen hl. König Stephan von Ungarn und hl. Leopold aus dem 17. Jahrhundert, welche aus der Pfarrkirche Bruck an der Leitha hierher übertragen wurde. Die Statuen Josef und Maria mit Kind sind neugotisch.
Der Altar in der Kapelle trägt die Statue Herz Jesu und Heilig-Grab aus der zweiten Hälfte des 19. Jahrhunderts.
Die Orgel baute Josef Ullmann 1900. Die Glocken nennen 1933 und 1952.